# Achillée naine
Achillea nana
Espèce
Classification phylogénétique
L'Achillée naine (Achillea nana), encore appelée Faux Génépi, Génépi bâtard, est une espèce de plante herbacée vivace de la famille des Astéracées.

## Description
Plante vivace naine à petite, duveteuse grisâtre. Feuilles 1-2 pennatiséquées, à segments nombreux, lancéolés ; feuilles inférieures longuement pétiolées. Capitules blanc cassé, 9-11 mm, en corymbes denses de 6-8. Rochers et éboulis acides. 1 700-3 800 m. Floraison : juillet-septembre. Alpes. (extrait de: Fleurs de montagne, C. Grey-Wilson - M. Blamey, Delachaux & Niestlé).
Plante à odeur très parfumée à odeur de musc qui persiste longtemps, elle contient une substance aromatique utilisée dans la composition de maintes liqueurs et comme succédané des génépis.
Utilisée en tisane ou en liqueur, elle stimulerait l'estomac et réveillerait l'appétit.

## Propriétés et usages
L'Achillée naine possède une réputation chez les populations des Alpes de tonique,aromatique, stomachique, stimulant, sudorifique et antiépileptique.
Elle s'emploie contre la diarrhée, la dysenterie, les gastralgies et crampes d'estomac, le manque d'appétit, la faiblesse nerveuse et la gêne respiratoire des ascensionnistes.
Elle provoque une hyperémie des voies digestives.

### Article annexe
- Flore des Alpes